# Штольберг (Гарц)
Штольберг (нем. Stolberg) — город в Германии, в земле Саксония-Анхальт.
Входит в состав района Зангерхаузен. Подчиняется управлению Росла-Зюдхарц. Население составляет 960 человек (2022). Занимает площадь 67,52 км².
Этот город стал первым в Германии, которому был присвоен статус исторического города Европы. Символом города с населением в почти 1 400 человек являются фахверковые постройки.

## История
Штольберг был основан как поселение для шахтёров примерно в 1000 году нашей эры, хотя есть свидетельства того, что добыча полезных ископаемых в этом районе велась ещё в 794 году. Название происходит от немецких слов Stollen = «[шахтная] штольня» и Berg = «холм». Там добывали железо, медь, серебро, олово и золото.
Статус города был присвоен Штольбергу (Гарц) до 1300 года.
Во время крестьянской войны в Германии Штольберг был местом нескольких сражений, крестьянами руководил Томас Мюнцер, родившийся в этом городе. 2 мая 1525 года восставшие крестьяне вторглись в город и вынудили правящего графа Бото из Штольберга принять их требования - 24 статьи Штольберга. Однако они были быстро отменены после поражения крестьян.
Монеты чеканились в Штольберге ещё в эпоху Высокого Средневековья, а расцвет промышленности пришёлся на XVI век. Добыча полезных ископаемых, напротив, прекратилась в XVII веке.
С самого начала Штольберг был резиденцией и родовым поместьем графов Штольбергов. В 1548 году он стал резиденцией Штольберг-Штольбергов. В 1738 году графы Штольберги были вынуждены признать сюзеренитет курфюршества Саксония. Город был передан Прусскому королевству на Венском конгрессе в 1815 году, и впоследствии Штольберг находился под управлением прусской провинции Саксония.
В середине XVI века графы Штольберг-Штольберские учредили консисторию для управления лютеранской церковью в графстве. В 1645 году графство Штольбергское разделилось на два новых графства — Штольберг-Штольбергское и Штольберг-Вернигероде. Когда в 1658 году в последнем была учреждена собственная церковная кафедра, кафедра в Штольберге стала называться Штольбергской консисторией. В 1893 году она была переименована в Княжескую консисторию Штольберг-Штольберга. С 1821 года лютеранские приходы на территории бывшего графства входили в церковную провинцию Саксония, которая, в свою очередь, входила в административно объединённую Евангелическую государственную церковь Пруссии. Сегодня они входят в Евангелическую церковь Центральной Германии, основанную в 2009 году.
Тем не менее, консистория продолжала нести региональную ответственность за лютеранские церковные приходы в бывшем округе. До разделения церкви и государства в 1919 году она напрямую подчинялась имперскому лорду (Standesherr), графу или князю Штольберг-Штольбергу и косвенно — губернатору (Oberpräsident) провинции Саксония. В конце 1944 года Евангелическая высшая консистория (Evangelischer Oberkirchenrat) (штаб-квартира государственной церкви) перенесла свою резиденцию из находившегося под угрозой города Берлина в здание консистории в Штольберге.
5 ноября 1947 года консистория Штольберг-Штольберга была объединена со «старой» княжеской консисторией Штольберг-Рослы, резиденция которой находилась в Рослы, и образовала консисториальный округ, в результате чего «новая» евангелическо-лютеранская консистория Штольберг-Рослы расположилась в Штольберге. «Руководящий орган Евангелической церкви церковной провинции Саксония 28 октября 2005 года принял решение после консультаций с окружным синодом церковного прихода Айслебена распустить евангелическо-лютеранскую консисторию Штольберг-Россла».
В 1833 году в Штольберге проживало 2392 человека. В начале XX века Штольберг стал туристическим городом. В 1923 году была открыта железная дорога до Берги–Келбры. С 1946 года город является курортом.
В начале 1946 года «14 юношей в возрасте от 15 до 18 лет» (двум было 19 и 20 лет) были арестованы оперативной группой советской службы безопасности, НКВД, по обвинению в причастности к «Вервольфу», нацистскому плану по созданию подразделения коммандос. Они были приговорены военным трибуналом к смертной казни (трое юношей, приговор приведён в исполнение в двух случаях) или к длительным срокам тюремного заключения — до 25 лет. Большинство молодых людей не выжили в советских спецлагерях. В 1995 году группа была реабилитирована Генеральной прокуратурой Российской Федерации.
1 сентября 2010 года Штольберг вошёл в состав муниципалитета Зюдхарц («Южный Гарц»).

## Политика

### Мэр
Мэром (Ortsbürgermeister) Штольберга является Ульрих Франке, избранный 28 мая 2000 года.

### Герб
Герб города был переработан герольдом Дёрингом.
Побратимство
Штольберг, Саксония-Анхальт, является побратимом:
- Stolberg, Северный Рейн-Вестфалия, Германия
- Hardegsen, Нижняя Саксония, Германия
- Hodonín, Южная Моравия, Чешская Республика

## Культура и достопримечательности

### Структуры
[редактировать исходный код]
- Замок Штольберг (Schloss Stolberg). Замок стоит на холме, который круто обрывается с трёх сторон. Самая старая часть замка, его круглая башня, была построена примерно в 1200 году, хотя последние элементы были возведены в стиле ренессанс между 1539 и 1547 годами. В юго-восточном крыле находится классицистский Большой приёмный зал (Große Empfangszimmer), Красный зал (Roter Saal), спроектированный Карлом Фридрихом Шинкелем. Своим нынешним видом замок обязан перестройке, проведённой в период с 1690 по 1700 год. До того, как в 1945 году замок был конфискован, он принадлежал семье князя Штольберг-Штольберга. В настоящее время он проходит комплексную реставрацию и реконструкцию под руководством Немецкого фонда сохранения памятников.
- Ратуша (Ратхаус). Ратуша, построенная в 1454 году, представляет собой архитектурную диковинку, поскольку в ней нет внутренних лестниц. Единственный способ попасть на верхние этажи — по внешней лестнице, которая также ведёт к церкви Святого Мартина.
- Церковь Святого Мартина. A Поздняя готика церковь, где Мартин Лютер проповедовал 21 апреля 1525 года против Крестьянского восстания. Реставрациятрехнефная базилика с 13 века стоит очень дорого, благодаря своему расположению на склоне холма. И здесь тоже, Немецкий фонд охраны памятников участвует наряду с другими донорами. К северо-западу от церкви находится часовня Святой Марии. Памятник Мюнцеру, созданный скульптором Мессершмидтом, был установлен перед ратушей в день рождения Томаса Мюнцера в 1989 году.
- Башня Зайгер. Напротив ратуши находится башня Зайгер. Она была построена в XIII веке, но верхняя часть была заменена в начале XIX века. Она названа в честь плавильного завода Зайгер (Saigerschmelzhütte), который располагался рядом с башней в Средние века.
- Нидергассе. На улице, известной как Нидергассе, расположено несколько исторических зданий. Дом Томаса Мюнцера (Thomas-Müntzer-Haus) является местом рождения Томаса Мюнцера и был построен в 1851 году, но частично сгорел. Также на этой улице находятся часовня Святого Георгия и Старый монетный двор (Alte Münze), в котором находится краеведческий музей.
- Риттертор. В западной части Риттергассе находится Риттертор , или Рыцарские ворота, единственные сохранившиеся средневековые городские ворота в Штольберге. К западу от ворот находится Шале Вальдфриден, построенное в 1810 году Карлом Фридрихом Шинкелем, а неподалёку находится место, где до 1818 года стояла Часовня Святого Креста .
- Буковый лес Лютера. На склоне холма, возвышающегося над городом на юго-западе, находится Буковый лес Лютера (Lutherbuche), названный в честь Мартина Лютера.
- Памятник оленю. Памятник оленю (Hirschdenkmal) расположен в лесу к северо-западу от города.
- Гроссер-Ауэрберг (579 м). Холм, известный как Гроссер-Ауэрберг, возвышается недалеко от Штольберга. На его вершине находится 38-метровая смотровая башня известная как Крест Йозефа. Это самый большой железный двойной крест в мире.

### Памятники природы
[редактировать исходный код]
- Хунродейхе, тысячелетний дуб.

### Дорожные знаки
[редактировать исходный код]
Внешний вид дорог в Штольберге уникален для Германии. На въездах в город есть знаки, указывающие на ограничение скорости 30 км/ч и отсутствие парковочных зон (автомобили можно парковать в специально отведённых местах на один час с использованием парковочных дисков). В остальном в городе нет дорожных знаков. Несмотря на чёткое разделение между тротуаром и дорогой, это можно рассматривать как раннюю форму концепции общего пространства.

### Регулярные мероприятия
[редактировать исходный код]
- 1 января в музее Старого монетного двора чеканится ежегодная медаль (Jahresmedaille) (ALTE MÜNZE) - единственное полностью сохранившееся чеканное произведение 18 века в Европе.
- В начале февраля, обычно во второе воскресенье месяца, Зимний фестиваль (Winterfest) проводится у Креста Иосифа, самого большого двойного железного креста в мире. The festival предлагает игры и веселье на снегу для всей семьи.
- В Пасхальную субботу вечером традиционный Osterfeuer на Фестивальной площади зажигают костер (Festplatz) автором Rittertor.
- Большой фестиваль Вальпургиевой ночи у Креста Йозефа на Гроссер-Ауэрберге проходит 30 апреля с театральными представлениями, музыкантами, травницами, изготовителями мётел, ведьмами и чертями, а также с грандиозным фейерверком в конце. Концерты у Креста Йозефа также проходят в воскресенье Вознесения и Пятидесятницы.
- В выходные после Вознесения гильдия стрелков Штольберга, основанная в 1421 году, проводит свой Шютценфест с соревнованиями для короля (Königsschießen) и народного короля (Volkskönigschießen) и парадом в традиционных костюмах рано утром в воскресенье.
- Фестиваль музеев (Museumsfest) проходит в выходные в середине июня в Старом Монетном дворе.
- Соревнования по стрельбе из лука в Штольберге (Stolberger Bogenschützen) проходит в последние выходные июня на Festplatz от Риттертора, со стрельбой из исторических арбалетов и Flatterschießen для детей.
- В предпоследнее воскресенье июля на перекрёстке Йозефа проходит традиционный Лесной фестиваль (Вальдфест) с обычаями и фольклором Гарца, фирменными блюдами, музыкой и торговлей.
- Во вторые выходные августа проходит Штольбергский фестиваль лиственниц (Stolberger Lerchenfest), исторический городской фестиваль с торговцами, ремесленниками, жонглёрами и музыкантами.
- Фестиваль европейских городов (Europastadtfest) проводится во вторые выходные сентября. Каждый год приглашается какой-нибудь европейский город, с которым у Штольберга дружеские отношения. Тема фестиваля связана с культурой и кухней города и его родной страны. Также можно получить туристическую информацию и специальные сувениры из города-победителя и его родной страны.
- 3 октября в городах-побратимах Штольберг (Рейнланд) и Хардегсен (Соллинг) проводится праздничное мероприятие по случаю Дня единства Германии .
- В начале ноября Общество Иоганна Готфрида Шнабеля проводит ежегодное общее собрание. Этот литературный и научный клуб изучает жизнь и творчество известного писателя XVIII века Иоганна Готфрида Шнабеля.
- В первое воскресенье Адвента в церкви Святого Мартина проходит Рождественский концерт, а в переулках города — сказочное Рождественское представление.
- Во второе или третье воскресенье Адвента в Штольберге открывается рождественская ярмарка в историческом охотничьем домике (Jägerhof).

## Мемориалы
[редактировать исходный код]
- Мемориал 1969 года в культурном парке Тирахе в память об 11 заключённых концлагеря, убитых эсэсовцами во время марша смерти весной 1945 года.

## Транспортное сообщение
[редактировать исходный код]

### Дорога
[редактировать исходный код]
Автомобилисты могут подъехать к городу со стороны гор Гарц на севере и холмов Киффхойзер на юге, съехав с автомагистрали A 38 на пересечении с Бергой.

### Рельс
[редактировать исходный код]
До декабря 2011 года Штольберг был связан линией Берга-Келбра-Штольберг с главной линией от Галле до Касселя, где на станции Берга-Келбра можно было пересесть на другой поезд. В будние дни от станции ходили автобусы, а по выходным Бургенландская железная дорога обеспечивала местное железнодорожное сообщение. Кроме того, летом ходили сквозные поезда из Лейпцига и Магдебурга через Зангерхаузен прямо в Штольберг. Эти экскурсионные поезда ходили по выходным, один раз утром в Штольберг и один раз во второй половине дня обратно в Лейпциг и Магдебург. Однако в декабре 2011 года компания общественного транспорта Саксонии-Анхальт (NASA) отменила регулярное железнодорожное сообщение со Штольбергом из-за низкой загруженности поездов.

## Известные люди
[редактировать исходный код]
- Георг Эмилий (1517–1569), теолог и ботаник
- Иоганн Готфрид Шнабель (псевдоним: Гизандер; 1692–1751/8), немецкий писатель
- Иоганн Арнольд Цейтфукс (1671–1742), летописец, теолог и христианский писатель

### Сыновья и дочери города
[редактировать исходный код]
- Ханс фон Вертерн (1443–1533), рыцарь, тайный советник правящих герцогов Саксонских, амтман и владелец баронства Брюккен
- Томас Мюнцер (1489–1525), революционный теолог и лидер крестьян.
- Тилеманн Платнер (1490–1551), суперинтендант и первый евангелический священник в Штольберге
- Графиня Анна Штольбергская (1504–1574), 28-я настоятельница имперского аббатства в Кведлинбурге
- Графиня Юлиана Штольбергская (1506-1580), мать Вильгельм Оранский
- Граф Генрих Штольбергский (1509–1572), правящий граф Штольберга и Вернигероде
- Иоганн Шнайдевейн (1519–1568), юрист
- Паулюс фон Штольцманн (1863–1930), генерал пехоты в составерейхсвера
- Карл Адерхольд (1884–1921), депутат Рейхстага от независимой Социал-демократической партии Германии
- Густав Лейденрот (род. в 1885 году), депутат Рейхстага от НСДАП
- Готфрид Грюнер (1923-2011), скульптор
- Вольфганг Кнейп (родился в 1947 году), писатель
- Jens Lehmann (b 1967), велосипедист
- Маттиас Хён (род. в 1975 г.), председатель партии «Левые» и депутат парламента Саксонии-Анхальт (Ландтаг)
- Даниэль Зайберт (род. в 1980 году), кавалер Почётного креста Бундесвера за доблесть.